# Microcharon hispanicus
Microcharon hispanicus là một loài chân đều trong họ Microparasellidae. Loài này được Pesce & Galassi miêu tả khoa học năm 1989.